# Odontosia montana
Odontosia montana är en fjärilsart som beskrevs av Busmann 1973. Odontosia montana ingår i släktet Odontosia och familjen tandspinnare. Inga underarter finns listade i Catalogue of Life.